# 40775 Kalafina
40775 Kalafina è un asteroide della fascia principale. Scoperto nel 1999, presenta un'orbita caratterizzata da un semiasse maggiore pari a 2,7297626 UA e da un'eccentricità di 0,0611814, inclinata di 1,19550° rispetto all'eclittica.